# Roman Kostomarov
Roman Sergeevič Kostomarov (in russo Роман Сергеевич Костомаров?; Mosca, 8 febbraio 1977) è un ex danzatore su ghiaccio russo.
Nel marzo 2023 a causa di complicazioni dopo una polmonite, gli vengono amputati i piedi e alcune dita di entrambe le mani.

## Palmarès

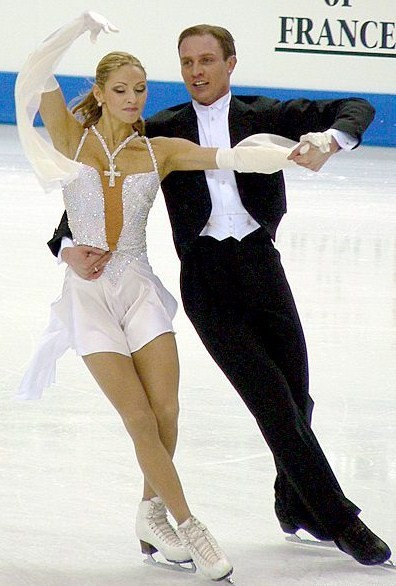
Navka e Kostomaroc nel 2005

GP: Grand Prix
Con Tat'jana Navka
| Internazionali            | Internazionali | Internazionali | Internazionali | Internazionali | Internazionali | Internazionali | Internazionali |
| Evento                    | 98–99          | 00–01          | 01–02          | 02–03          | 03–04          | 04–05          | 05–06          |
| ------------------------- | -------------- | -------------- | -------------- | -------------- | -------------- | -------------- | -------------- |
| Giochi olimpici invernali |                |                | 10°            |                |                |                | 1°             |
| Campionati mondiali       | 12°            | 12°            | 8°             | 4°             | 1°             | 1°             |                |
| Campionati europei        | 11°            | 9°             | 7°             | 3°             | 1°             | 1°             | 1°             |
| GP Finale                 |                |                |                | 2°             | 1°             | 1°             | 1°             |
| GP Trophée Eric Bompard   |                |                |                |                |                | 1°             |                |
| GP Cup of China           |                |                |                |                | 1°             |                | 1°             |
| GP Cup of Russia          | 3°             | 4°             | 4°             | 2°             | 1°             | 1°             | 1°             |
| GP NHK Trophy             | 5°             | 6°             |                |                |                | 2°             |                |
| GP Skate America          |                |                | 4°             | 2°             |                |                |                |
| GP Skate Canada           |                |                |                |                | 1°             |                |                |
| Goodwill Games            |                |                | 3°             |                |                |                |                |
| Nazionali                 |                |                |                |                |                |                |                |
| Campionati russi          | 3°             | 2°             | 2°             | 1°             | 1°             |                | 1°             |

 Con Anna Semenovič 
| Internazionali      | Internazionali |
| Event0              | 1999–2000      |
| ------------------- | -------------- |
| Campionati mondiali | 13°            |
| Campionati europei  | 10°            |
| GP Cup of Russia    | 4°             |
| Nazionali           |                |
| Campionati russi    | 2°             |

 Con Ekaterina Davydova 
| Internazionali         | Internazionali | Internazionali | Internazionali | Internazionali | Internazionali |
| Evento                 | 1992–93        | 1994–95        | 1995–96        | 1996–97        | 1997–98        |
| ---------------------- | -------------- | -------------- | -------------- | -------------- | -------------- |
| GP Cup of Russia       |                |                |                | 5°             |                |
| Finlandia Trophy       |                |                |                |                | 2°             |
| Schäfer Memorial       |                |                |                |                | 2°             |
| Universiadi            |                |                |                | R              |                |
| Internazionali: Junior |                |                |                |                |                |
| Campionati mondiali    | 10°            | 7°             | 1°             |                |                |
| Nazionali              |                |                |                |                |                |
| Campionati russi       |                |                |                | 3°             |                |
| R: Ritirati            |                |                |                |                |                |